# Forst (Eitorf)
Forst (ⓘ) war eine Ortschaft in der Gemeinde Eitorf im Rhein-Sieg-Kreis. Sie bildet heute den westlichen Teil von Bitze.

## Lage
Forst liegt auf den Hängen des Leuscheid am Waldrand. Nachbarort im Osten ist der Bitzer Ortsteil Sterzenbach, im Südwesten Käsberg. Nördlich liegt das Gewerbegebiet Altebach.

## Geschichte
1830 hatte Forst 54 Bewohner.
1845 hatte der Weiler 77 katholische Einwohner in zehn Häusern.
1888 hatte das Dorf 87 Bewohner in 17 Häusern.
1925 waren in Forst 30 Haushalte verzeichnet, darunter sieben der Familie Lichius.